# Edward Akufo-Addo
Edward Akufo-Addo (ur. 26 czerwca 1906 w Dodowie, zm. 17 lipca 1979 w Akrze) – ghański sędzia i polityk, jeden z tzw. sześciu ojców narodu (The Big Six pod przywództwem Kwame Nkrumaha) i jeden z założycieli Zjednoczonego Konwentu Złotego Wybrzeża (UGCC, 1947). Szef sprawiedliwości od 1966 do 1970, 31 sierpnia 1970 objął urząd prezydenta II Republiki Ghany. 13 stycznia 1972 utracił stanowisko na skutek przewrotu wojskowego pod wodzą Ignatiusa Kutu-Acheamponga. Zmarł z przyczyn naturalnych.
Jego syn Nana Akufo-Addo był ministrem spraw zagranicznych Ghany.